# Áno Liósia
Áno Liósia är en kommunhuvudort i Grekland.   Den ligger i prefekturen Nomarchía Dytikís Attikís och regionen Attika, i den sydöstra delen av landet, 12 km norr om huvudstaden Aten. Áno Liósia ligger 174 meter över havet och antalet invånare är 33 565.
Terrängen runt Áno Liósia är kuperad åt nordväst, men åt sydost är den platt.Runt Áno Liósia är det mycket tätbefolkat, med 6 472 invånare per kvadratkilometer. Närmaste större samhälle är Aten, 11,6 km söder om Áno Liósia. Runt Áno Liósia är det i huvudsak tätbebyggt.